# كونابيب
كونابیب (بالإنجليزية: Kunapip)‏ الإلهة الأم العظيمة في أساطير استراليا التي خلقت الأرض من جسدها، كما أخرجت الأطفال، والحيوانات، والنباتات. وأعطت الجنس البشري هبة عظيمة هي اللغة.